# مئذنة باب المغاربة
مئذنة باب المغاربة أو المنارة الفخرية هي مئذنة تقع في الركن الجنوبي الغربي للمسجد الأقصى المبارك، قريبا من باب المغاربة، وتحديدا فوق الطرف الشمالي الغربي لجامع النساء. يطلق على المئذنة اسم المنارة الفخرية نسبة إلى الشيخ القاضي "شرف الدين بن فخر الدين الخليلي" ناظر الأوقاف الإسلامية في مدينة القدس، والذي أشرف على بنائها وعلى بناء المدرسة الفخرية القريبة منها عام 1278 الموافق ل677هـ، أي في العهد المملوكي.

## الوصف
بنيت المئذنة بلا أساسات إذ تعد أصغر مآذن المسجد الأقصى بارتفاع يبلغ 23,5 مترا فقط. تعرض الجزء العلوي منها للتصدع في زلزال عام 1341هـ – 1922م، فهدمه المجلس الإسلامي الأعلى، وأعاد بنائها في العام نفسه على طراز جميل،ووضعت لها قبة فوق المربع العلوي لم تكن موجودة من قبل، كما قامت لجنة إعمار المسجد الأقصى المبارك مؤخرا بترميمها وكست قبتها بالرصاص.

## العمارة
تتألف المئذنة من بناء مربع الشكل رشيق يقوم على قاعدة مربعة عالية فيها مدخل شمالي يتوصل إليه بوساطة سلم حجري يقوم في الزاوية الجنوبية الغربية عند التقاء مبنى جامع المغاربة بجامع النساء. ثم تعلو الطبقة الأولى المربعة الشكل أيضا تلك القاعدة؛ ليعلوها شرفة حجرية مربعة محمولة على حطتين أو صفين من الحنيات المجوفة والمقببة التي تتدلى خلال تتابعها المتناسق مشكلة ما يعرف معمارياً بالمقرنصات . ويتوسط ذلك الشرفة بناء مربع صغير يشكل نهاية بناء المئذنة حيث يدور في أعلاه نص نقش تم تجديدها في سنة (1341هـ/1922م). كما غطى هذا المربع الصغير بطاقية حجرية جميلة الشكل (مغطاة بالرصاص).
والمئذنة اليوم يصعد إليها من ساحات المسجد الأقصى المبارك بـ 50 درجة تقوم أمام المتحف الإسلامي (جامع المغاربة سابقا).

## صراعها
تصارع المئذنة الجليلة منذ سنوات طويلة محاولات المحتلين إسكات الأذان فيها بدعوى أنه يزعجهم، مما أجبر إدارة الأوقاف الإسلامية بالقدس على تعديل وضع السماعات فيها بحيث تتجه داخل المسجد الأقصى، وتخفيض صوتها ليحرم سكان قرية سلوان الواقعة جنوبي الأقصى المبارك من سماع أذانها !